# Krisztián Tiber
Krisztián Tiber (Székesfehérvár, 6 ottobre 1972) è un ex calciatore ungherese, di ruolo attaccante.

## Carriera
Fu capocannoniere del campionato ungherese nel 1998.